# Ptychomitrium mittenii
Ptychomitrium mittenii là một loài rêu trong họ Ptychomitriaceae. Loài này được A. Jaeger mô tả khoa học đầu tiên năm 1874.